# Сальседо, Кристиан
Кристиан Камило Сальседо Кодасси (исп. Cristian Camilo Salcedo Codazzi; род. 27 июля 1992, Тунха, Колумбия) — колумбийский боксёр-любитель, выступающий в супертяжёлой весовой категории. Член национальной сборной Колумбии (2020-х годов), участник Олимпийских игр 2020 года, двукратный призёр Панамериканских игр (2019, 2023), серебряный призёр Панамериканского чемпионата (2017), чемпион Южноамериканских игр (2018), двукратный чемпион Боливарианских игр (2017, 2022), многократный победитель и призёр международных и национальных турниров в любителях.

## Биография
Родился 27 июля 1992 года в городе Тунха, в Колумбии.

## Любительская карьера

### 2017—2019 годы
С февраля 2017 года по апрель 2018 года выступал в полупрофессиональной лиге World Series of Boxing за боксёрскую команду Колумбии Colombia Heroicos, где провёл семь боёв — одержав четыре победы и потерпев три поражения. Среди других победив таких опытных боксёров как: венесуэльца Эдгара Муньоса и кубинцев Хосе Лардуэта и Йордана Эрнандеса Морехона, и проиграв тому же Хосе Лардуэту, Михаю Нистору и Баходиру Жалолову.
В июне 2017 года в городе Тегусигальпа (Гондурас) завоевал серебро континентального Панамериканского чемпионата по боксу, в весе свыше 91 кг, где он в полуфинале по очкам (5:0) победил опытного боксёра из Тринидада и Тобаго Найджела Пола, а затем в финале по очкам (0:5) проиграл опытному кубинцу Хосе Лардуэту.
А в августе 2017 года в Гамбурге (Германия) участвовал в чемпионате мира в весе свыше 91 кг, где 1/8 финала по очкам победил ирландца Дина Гардинера, но в четвертьфинале досрочно техническим нокаутом проиграл камерунцу Арсену Фоку-Фоссо, — который в итоге стал бронзовым призёром данного чемпионата мира.
В июле 2019 года в Лиме (Перу) завоевал серебро Панамериканских игр в весе свыше 91 кг, где в полуфинале победил ямайца Рикардо Брауна, но в финале по очкам проиграл бой кубинцу Дайньеру Перо.
В сентябре 2019 года принимал участие на чемпионате мира в Екатеринбурге (Россия), на котором в категории свыше 91 кг в 1/16 финала по очкам проиграл австралийцу Джастису Хани.

### Олимпийские игры 2020 года
В 2021 году прошёл квалификацию на Олимпийские игры 2020 года.
И в июле 2021 года стал участником Олимпийских игр в Токио, где в 1/8 финала соревнований единогласным решением судей проиграл кубинцу Дайньеру Перо.

### Чемпионат мира 2021 года
В конце октября 2021 года, в Белграде (Сербия) участвовал в чемпионате мира, в категории свыше 92 кг. Где в 1/16 финала по очкам единогласным решением судей (счёт: 5:0) победил венгра Коппаны Фехера, но в 1/8 финала проиграл по очкам решением большинства судей (счёт: 1:4) боксёру из Армении Давиду Чалояну.

### 2023 год
В мае 2023 года, в Ташкенте (Узбекистан) участвовал на чемпионате мира в весе свыше 92 кг. Где он в 1/32 финала соревнований досрочно победил боксёра из Тонга Джона Лавуло, но в 1/16 финала соревнований по очкам решением судей (0:4) проиграл опытному этническому египтянину выступающему за Австрию Ахмеду Хагагу.

## Профессиональная карьера
В 2023 году планирует дебютировать на профессиональном ринге.